# نیسی نش
نیسی نش (انگلیسی: Niecy Nash؛ زادهٔ ۲۳ فوریهٔ ۱۹۷۰) یک هنرپیشه، کمدین، تهیه‌کننده و مانکن اهل ایالات متحده آمریکا است. وی از سال ۱۹۹۵ میلادی تاکنون مشغول فعالیت بوده‌است.

## گزیدهٔ آثار

### سینما
- زیبایی (۲۰۲۲)
- سلما (۲۰۱۴)
- گام شرمسارانه (۲۰۱۴)
- جی-فورس (۲۰۰۹)
- خواستگاری (۲۰۰۹)
- هورتون صدایی می‌شنود (۲۰۰۸)
- حدس بزنید چه کسی (۲۰۰۵)
- مرد بی‌زن (۱۹۹۹)
- اقبال کلوچه (۱۹۹۸)

### تلویزیون
- هرگز تا به حال نداشته ام
- بابای آمریکایی! (۲۰۱۲–۲۰۰۷)
- کلیولند شو (۲۰۱۰)
- گری مجرد (۲۰۱۰)
- نام من ارل است (۲۰۰۵)
- مانک (۲۰۰۴)
- بخش فوریت‌های پزشکی (۲۰۰۳)
- سی‌اس‌آی (۲۰۰۲)
- ریبا (۲۰۰۲)
- دامر – هیولا: داستان جفری دامر (۲۰۲۲)